# Дороти Гарлок
Дороти Джоана Гарлок (на английски: Dorothy Johanna Garlock) е американска писателка на бестселъри в жанра съвременен и исторически любовен роман и уестърн. Писала е под псевдонимите Джоана Филипс (на английски: Johanna Phillips), Дороти Филипс (на английски: Dorothy Phillips) и Дороти Глен (на английски: Dorothy Glenn).

## Биография и творчество
Дороти Гарлок е родена на 22 юни 1919 г. в Гранд Сейлайн, Тексас, САЩ, в семейството на Джон Филипс и Нан Карол. Има три сестри и брат. От 1921 г. израства в Оклахома Сити. На 17 март 1940 г. се омъжва за Хърб Гарлок, с когото имат две деца - Линди и Хърб младши. През 1954 г. се преместват в Клиър Лейк, Айова. Там в продължение на 14 години, до 1978 г., работи като счетоводител и колумнист за местния вестник.
След пенсионирането на съпруга ѝ през 1977 г., през зимите ходят на юг в малко градче в Тексас, където Дороти започва да си запълва времето с писане на романи. През 1978 г. по настояване на дъщеря си участва в конкурс за непубликувани ръкописи. Въпреки че не го спечелва, един от съдиите, който е и литературен агент, харесва произведенията ѝ, и в продължение на месец продава четири от тях. Това ѝ дава мотив и увереност, и тя се посвещава изцяло на писателската си кариера.
Първият ѝ любовен роман „Love and Cherish“ е публикуван през 1980 г. Бързо става една от най-обичаните писателки, които пишат за удоволствие за читателите.
За своите романи писателката е получила 21 награди. Пет пъти е носителка на наградата „Сребърна писалка“ на „Affaire де Coeur“. Избрана е за изявен писател на уестърни през 1986 г. През 1997 г. е удостоена с награда за цялостно творчество от списание „Romantic Times“. Член е на Залата на славата на Асоциацията на писателите на романси на Америка.
Произведенията на Дороти Гарлок са преведени на повече от 20 езика в над 40 страни по света и са отпечатани в повече от 20 милиона екземпляра. Тя е дарила голяма част от нейните публикувани и непубликувани ръкописи на библиотеката на Университета на Айова.
Дороти Гарлок живее със съпруга си в Клиър Лейк, Айова, където умира на 98 години на 6 април 2018 г.

## Произведения

### Като Джоана Филипс

#### Самостоятелни романи
- Gentle Torment (1981)
- Strange Possession (1982)
- Passion's Song (1982)
- Hidden Dreams (1983)

### Като Дороти Филипс

#### Самостоятелни романи
- She Wanted Red Velvet (1986)
- Sing Softly to Me (1986)
- Marriage to a Stranger (1987)

### Като Като Дороти Глен

#### Самостоятелни романи
- Sunshine Every Morning (1985)
- The Hell Raiser (1990)

### Като Дороти Гарлок

#### Самостоятелни романи
- Love and Cherish (1980)
- This Loving Land (1981)
- The Searching Hearts (1982)
Търсещи сърца, изд.: ИК „Хермес“, Пловдив (1998), прев. Радостина Михова
- Glorious Dawn (1982)
- A Love for All Time (1983)
Любов завинаги, изд.: ИК „Хермес“, Пловдив (1993), прев. Алекси Георгиев
- Forever Victoria (1983)
Завинаги твоя, изд.: ИК „Хермес“, Пловдив (1998), прев. Пепа Стоилова
- The Planting Season (1984)
- Homeplace (1991)
- A Gentle Giving (1993)
- Tenderness (1993)
- More Than Memory (2001)
- Amber-Eyed Man (2006)
- Train from Marietta (2006)
- On Tall Pine Lake (2007)
- A Week from Sunday (2007)
- Leaving Whiskey Bend (2008)
- The Moon Looked Down (2009)
- By Starlight (2012)
- Under a Texas Sky (2013)

#### Серия „Ани Лаш“ (Annie Lash)
1. Wild Sweet Wilderness (1985)
2. Annie Lash (1985)
3. Almost Eden (1995)

#### Серия „Колорадски вятър“ (Colorado Wind)
1. Restless Wind (1986)
2. Wayward Wind (1986)
3. Wind of Promise (1987)

#### Серия „Река Уабаш“ (Wabash River)
1. Lonesome River (1987)
2. Dream River (1988)
3. River of Tomorrow (1988)
4. Yesteryear (1995)

#### Серия „На границата на Уайоминг“ (Wyoming Frontier)
1. Midnight Blue (1989)
2. Nightrose (1990)
3. Sins of Summer (1994)
4. The Listening Sky (1996)
5. Larkspur (1997)
6. Sweetwater (1990)

#### Серия „Братя Долан“ (Dolan Brothers)
1. Ribbon in the Sky (1991)
2. With Hope (1998)
3. With Song (1999)
4. With Heart (1999)
5. After the Parade (2000)

#### Серия „Години на джаза“ (Jazz Age)
1. The Edge of Town (2001)
2. High on a Hill (2002)
3. A Place Called Rainwater (2003)
4. River Rising (2005)

#### Серия „Път 66“ (Route 66)
1. Mother Road (2003)
2. Hope's Highway (2004)
3. Song of the Road (2004)

#### Серия „Семейство Тъкър“ (Tucker Family)
1. Stay a Little Longer (2010)
2. Keep a Little Secret (2011)
3. Come a Little Closer (2011)